# داود القيصري
شرف الدين داود بن محمود بن محمد القَيْصَري (ت. 751 ه‍ / 1350 م) هو أديب ومتصوف من أهل قيصرية.
تعلم بالقيصرية وأقام بضع سنوات في مصر، ثم عاد إلى بلده. أخذ عن عبد الرزاق الكاشاني. كان من أوائل المدرسين بمدرسة إزنيق التي أنشئها السلطان الثاني العثماني أورخان غازي.

## آثاره
من آثاره: «مطلع خصوص الكلم في معاني فصوص الحكم» والذي يسمى أيضا «مقدمة شرح الفصوص» و«شرح الخمرية لابن الفارض» و«رسالة في أحوال الخضر» نسخة منها في مكتبة النور العثمانية و«نهاية البيان ودارية الزمان» في مكتبة يحيى أفندي بباشكطاش.